# Plebiscyt Przeglądu Sportowego 2002
68. Plebiscyt Przeglądu Sportowego na najlepszego sportowca Polski zorganizowano w 2002 roku.

## Wyniki
1. Adam Małysz - skoki narciarskie (2 661 543 pkt.)
2. Otylia Jędrzejczak - pływanie (1 921 814)
3. Robert Korzeniowski - lekkoatletyka (1 667 676)
4. Dariusz Michalczewski - boks zawodowy (1 341 362)
5. Agata Wróbel - podnoszenie ciężarów (1 174 896)
6. Sylwia Gruchała - szermierka (763 708)
7. Bartosz Kizierowski - pływanie (553 796)
8. Kamila Skolimowska - lekkoatletyka (539 448)
9. Karol Jabłoński - żeglarstwo (536 220)
10. Anna Szafraniec - kolarstwo górskie (401 717)

- Najlepsza Polska Drużyna Roku: Wisła Kraków (piłka nożna)
- Najlepszy Trener Roku: Paweł Słomiński (pływanie)
- Najlepsza Impreza Roku: turniej tenisowy PKO Open

Gala Mistrzów Sportu transmitowana była przez Telewizję Polską.